# Jacob Muyser
Pour les articles homonymes, voir Muyser.
Mgr Jacob-Louis-Lambert Muyser, né le 9 mai 1896 à La Haye et décédé le 16 avril 1956 à Rome, était un prêtre catholique.

## Biographie
Après avoir étudié à Fribourg, Jacob Muyser rejoint, en 1919, l'ordre religieux catholique de la Société des missions africaines. Ensuite, en 1920, il est parti en tant que missionnaire en Égypte, où il a été actif dans l'Église catholique copte. Son intérêt a été particulièrement la liturgie copte.

## Quelques dates
- 1921-1955 Faquous[1], curé
- 1945 ordonné higoumène[2]
- 1955-1956 Rome, généralat[3]